# Saigon (rappeur)
Pour les articles homonymes, voir Saigon.
Saigon, de son vrai nom Brian Daniel Carenard, né le 13 juillet 1977 à Spring Valley, Brooklyn, New York, est un rappeur et acteur américain. Saigon est actuellement signé aux labels Suburban Noize Records et Fort Knocks Entertainment du producteur Just Blaze. Après quelques reports de date, son premier album, The Greatest Story Never Told, est publié chez Suburban Noize Records,. Il est également connu pour sa participation à la série télévisée Entourage.

## Biographie
Saigon est né Spring Valley, à New York. À la fin des années 1990, il est condamné à de la prison ferme au Napanoch’s Eastern Correctional Facility, pour agression au premier degré avec arme à feu dans un bar. Un jour dans la cour de la prison, Brian fait la connaissance d'un codétenu appelé Hakim, qui rappait et apportait des messages positifs dans ses paroles. Carenard se lance dans une battle avec Hakim. À cette période, Brian se surnomme Saigon après avoir lu un ouvrage de Wallace Terry sur la Guerre du Vietnam. Saigon est finalement libéré en 2000, et se lance immédiatement dans l'enregistrement de mixtapes, afin d'obtenir un contrat avec un label et de publier son premier album, qu'il finira par intitulé The Greatest Story Never Told.
Grâce à sa petite popularité locale, Saigon signe un contrat de distribution avec le label Atlantic Records en 2004. Bien que signé avec Just Blaze et ayant collaboré plusieurs rappeurs de haut niveau comme Jay-Z, Kanye West et Kool G Rap, le label de Saigon repousse plusieurs fois la sortie de son premier album. Saigon révèle avoir achevé son album deux mois avant sa signature avec Atlantic Records, ce qui posait problème. Il se souvient également de sa rencontre avec les exécutifs d'Atlantic qui lui auraient dit : « On a besoin de nos trois singles, puis tu pourras faire ce que tu veux sur le reste de l'album. » Saigon cependant, ne sentait pas à l'aise avec ses conditions, et engage, un an après sa signature avec Atlantic, un avocat pour mettre un terme à son contrat. Il explique : « Ils m'ont signé en sachant quel genre de musique je faisais, mais ils ont essayé de la changer. » Cela ne l'empêche pas pour autant de prévoir un album au label.
En 2009, Saigon signe avec le label indépendant Amalgam Digital, situé à Boston.
Le 14 avril 2014, Saigon annonce le lancement de son propre label, Squid Ink Squad Records, en partenariat avec la société CPX Interactive, spécialisée dans la vente numérique. Le 28 juillet 2014, Saigon annonce un troisième album pour septembre 2014,,.

## Vie privée
Dans la nuit du 17 janvier 2006, Saigon est frappé sur la tempe avec une bouteille de vin à la sortie d'un restaurant à Chelsea. Un homme s'approche de Saigon et tente de lui dérober la chaîne autour de son cou. Saigon parvient à maintenir sa chaîne et une bagarre éclate. Saigon, saignant à la tête, tente de se diriger vers un taxi sans grand succès.  Il conduit alors jusqu'au Bellevue Hospital où il recevra des soins et sept points de suture. À la fin de 2008, Saigon devient père d'une petite fille appelée Rayne Dior Carenard, qui l'inspirera pour son single Fatherhood. Elle participe au clip vidéo de la chanson réalisé par Derek Pike.
Dans la nuit du 19 septembre 2007, après la performance de Saigon pendant un show de Mobb Deep, des insultes sont échangées entre Saigon et Prodigy de Mobb Deep. Cette altercation dégénère et Saigon frappe Prodigy à deux reprises au visage. Deux vidéos sont publiées. L'une montre Saigon en train de frapper Prodigy, et l'autre montre Saigon pris en chasse par les membres de Mobb Deep en dehors du club.
Plus de détails dans sa vie privée peuvent être trouvés dans l'émission Love and Hip Hop: New York, dans laquelle il est révélé qu'il est père d'un garçon (Erica Jean, né d'une autre mère).

## Discographie

### Albums studio
- 2011 : The Greatest Story Never Told
- 2012 : The Greatest Story Never Told Chapter 2: Bread and Circuses
- 2014 : G.S.N.T. 3: The Troubled Times of Brian Carenard

### Mixtapes
- 2003 : Da Yard Father 1
- 2003 : Da Yard Father 2
- 2004 : Warning Shots
- 2005 : Abandoned Nation
- 2006 : Welcome to Saigon
- 2006 : The Return of the Yardfather
- 2006 : Belly of the Beast
- 2007 : Moral of the Story
- 2008 : All in a Day's Work (avec Statik Selektah)
- 2009 : Warning Shots 2

### Singles
- 2001 : Say Yes
- 2002 : Do You Know
- 2004 : Favorite Things
- 2006 : Pain in My Life (featuring Trey Songz)
- 2007 : Come On Baby (Remix) (featuring Jay-Z & Swizz Beatz)
- 2009 : Gotta Believe It (featuring Just Blaze)
- 2009 : Spit
- 2010 : Bring Me Down
- 2011 : The Greatest Story Never Told
- 2011 : Clap (featuring Faith Evans)
- 2012 : Not Like Them (featuring Styles P)
- 2012 : Best Thing That I Found (featuring Lecrae et Corbett)

## Filmographie
- 2005–2006 : Entourage (Saison 2 épisode 14) : lui-même
- 2006 : Rap Sheet: Hip-Hop and the drops : lui-même
- 2006 : Bring That Year Back 2006: Laugh Now, Cry Later (TV) : lui-même